# Kościół Matki Bożej Częstochowskiej w Łupawie
Kościół Matki Bożej Częstochowskiej w Łupawie – rzymskokatolicki kościół parafialny mieszczący się w dawnym mieście, obecnie wsi Łupawa. w województwie pomorskim. Należy do dekanatu Łupawa diecezji pelplińskiej.
Obecna świątynia została wzniesiona w latach 1767-1772 jako kościół protestancki na miejscu poprzedniej budowli wspomnianej w XIII wieku. Ufundował ją generał Filip Wilhelm von Grumbkow i tajny radca Michał Ernest Boehn. W 1873 roku budowla została przebudowana. W dniu 26 sierpnia 1945 roku kościół został oficjalnie przejęty przez Kościół rzymskokatolicki i otrzymał wezwanie Matki Bożej Częstochowskiej.
Jest to kościół salowy, wzniesiony z cegły przez Jana Gottfrieda. Kościół zbudowany został na kamiennym fundamencie na planie prostokąta. Posiada nie wyodrębnione prezbiterium zamknięte trójbocznie oraz płaski, drewniany strop. Od strony południowo-zachodniej mieści się empora muzyczna. Dach świątyni nakryty jest dachówką karpiówką, natomiast wieża, zakończona ośmiobocznym hełmem, nakryta jest łupkiem kamiennym. Dolna część wieży jest murowana, natomiast górna, pochodząca z 1873 roku jest drewniana. Pod posadzką kościoła jest umieszczona krypta. Do zabytkowego wyposażenia budowli należą: barokowa ambona pochodząca z 1750 roku, żyrandol o ośmiu ramionach, renesansowa ława kolektorska i chrzcielnica z 1865 roku.